# Tony Millson
Tony Millson (* 25. November 1951) ist ein britischer Diplomat.

## Leben
Als erster britischer Botschafter war Tony Millson 1993 nach Mazedonien entsandt worden, nach der Unabhängigkeit 1991 von Jugoslawien nahm Großbritannien 16. Dezember 1993 diplomatische Beziehungen mit Mazedonien auf. Seine Amtszeit endete 1997, sein Nachfolger wurde W. Mark L. Dickinson.
Als Hochkommissar war Tony Millson im März 1998 von der Regierung Blair in das westafrikanische Gambia entsandt worden, er löste John Wilde ab. Seine Amtszeit in Gambia endete 2000, sein Nachfolger in Gambia wurde John Perrott.

## Familie
Tony Millson ist der Sohn von Donald Millson und Joan (geborene Whittle).